# Andriej Riabuszkin
Andriej Pietrowicz Riabuszkin (ros. Андрей Петрович Рябушкин; ur. 29 października 1861 w Stanicznej Słobodzie, w guberni tambowskiej, zm. 10 maja 1904) – rosyjski malarz, przedstawiciel realizmu.
Studiował w Moskiewskiej Szkole Malarstwa, gdzie uczyli go malarze Wasilij Pierow i Iłłarion Prianisznikow. Malował sceny codzienne, i zwykłych ludzi z XVII-wiecznej Rosji. Brał udział w wystawach pieriedwiżników w latach 1890, 1892, i 1894, ale później opuścił ten ruch.